# Pentodon algerinus
Pentodon algerinus é uma espécie de insetos coleópteros polífagos pertencente à família Dynastidae.
A autoridade científica da espécie é Fuessly, tendo sido descrita no ano de 1778.
Trata-se de uma espécie presente no território português.